# 岩崎裕美
岩崎 裕美（いわさき ひろみ）は、日本のフリーアナウンサーである。

## 概要
過去はKBS京都のアナウンサーとして活躍していた。現在は京都を始め全国各地でコミュニケーショントレーナーとして、全国各地で講演・講座を行っている。

## 担当
2000年代前半まで、京都市営地下鉄烏丸線の車内放送や、1990年代から2014年ごろまで京都市バスや京都バスの肉声自動アナウンスを担当していたが、放送機械の変更によりロボットによる案内放送に更新された。現在はヤサカバスや嵐電の車内放送、大丸京都店で岩崎本人の声が聞ける。

## 出演
- 京おんなフリートーク (KBS京都)